# Keum Ji-hyeon
Keum Ji-hyeon (n. 17 martie 2000, Ulsan, Coreea de Sud) este o trăgătoare de tir ce a reprezentat Coreea de Sud, medaliată olimpică. A participat la o ediție a Jocurilor Olimpice (2024) în care a câștigat o medalie de argint.

## Participări
Lista de mai jos prezintă principalele competiții la care a participat Keum Ji-hyeon de-a lungul carierei.
- Tir la Jocurile Olimpice de vară din 2024 - pușcă cu aer comprimat 10m (mixt)